# Francisco Esteche
Francisco Esteche (Asunción, 12 novembre 1973) è un ex calciatore paraguaiano, di ruolo centrocampista.

## Palmarès

### Club

#### Competizioni nazionali
- Campionato paraguaiano: 5

Olimpia: 1995, 1997, 1998, 1999, 2000

#### Competizioni internazionali
- Coppa Libertadores: 1

Olimpia: 2002
- Recopa Sudamericana: 1

Olimpia: 2003